# Daleks in Manhattan

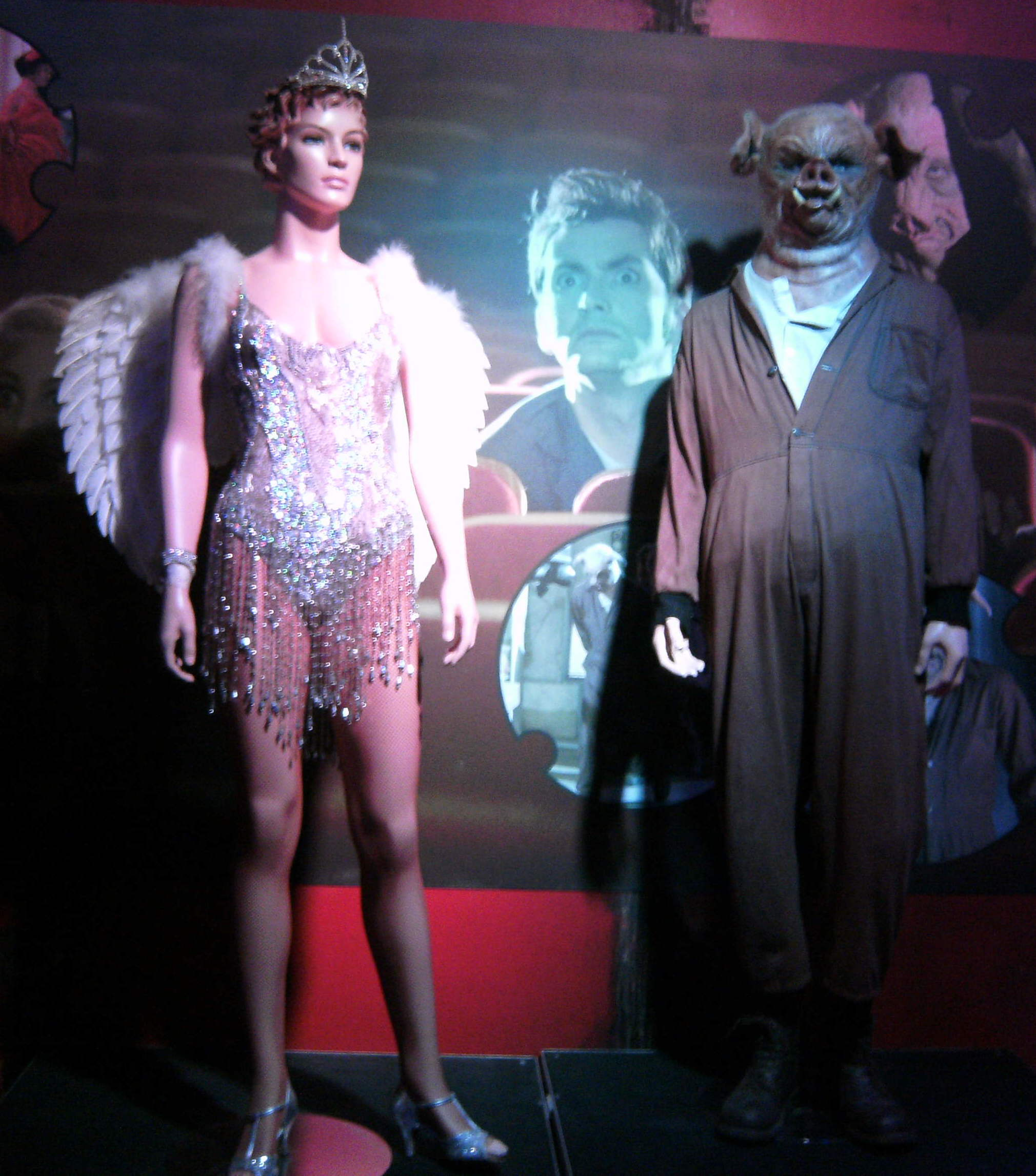
닥터후 익스피리언스 전시관에서 소개된 쇼걸 의상과 돼지 노예

"Daleks in Manhattan" (KBS 방영 제목: 〈맨하탄의 달렉〉)은 영국의 SF 드라마 《닥터 후》 시즌 3의 네번째 에피소드이다. 영국에서는 2007년 4월 21일에 처음 방영되었다. 작가는 헬렌 레이너, 감독은 제임스 스트롱이다. 총 2부작 중에서 1부에 해당되며, 다음 에피소드인 "Evolution of the Daleks"와 이어진다.
1930년 미국 뉴욕시를 배경으로 스카로 교단이라 불리는 달렉들이 반은 인간, 반은 돼지인 노예 종족을 부려 거지들을 납치해 실험체로 쓰려는 음모를 다루고 있다. 영국에서 첫 방영될 당시 BARB 집계 시청률은 669만 명이었으며, 2007년 4월 셋째 주 영국 프로그램 중에서는 최고 시청률을 기록하였다.

## 줄거리
10대 닥터와 마사 존스는 1930년 11월 대공황기의 미국 뉴욕시에 도착한다. 타디스 밖으로 나와보니 리버티섬이었고, 그곳에서 발견한 신문 기사에는 센트럴파크의 텐트촌인 후버빌에서 최근 실종사건이 잇따라 벌어진다는 소식을 전하고 있었다. 후버빌로 간 두 사람은 그곳의 대표인 솔로몬을 만나 실종사건의 내막을 듣는다. 그때 디아고라스 씨라는 이름의 부유한 사업가가 후버빌에 나타나, 하수관 공사 인부를 모집하기 시작한다. 닥터와 마사, 솔로몬, 그리고 프랭크란 이름의 소년이 계약서에 서명한다. 하수도 현장으로 내려간 네 사람은 무너진 터널을 청소하라는 지시를 받는다. 닥터는 터널 내부를 조사하다 외계의 유기물질 덩어리가 잔뜩 쌓여 있는 것을 발견하고, 분석을 위해 조금 담아간다. 닥터 일행은 머지않아 돼지 노예들과 마주치고, 도망치는 처지에 놓인 가운데 프랭크가 돼지들에게 잡히고 만다.
닥터, 마사, 솔로몬은 근처의 사다리를 타고 하수도에서 탈출한다. 밖으로 나온 곳은 어느 극장. 그곳에서 탈룰라라는 이름의 쇼걸을 만나는데 남자친구 라즐로가 실종되었다는 말을 전해듣는다. 닥터는 극장의 장비를 이용해 물질분석기를 제작하고, 마사는 탈룰라를 위로한다. 탈룰라가 공연 무대에 오르러 간 순간, 마사는 무대를 가로질러가는 돼지 노예 한 마리를 발견한다. 마사는 돼지를 뒤쫓아 하수도로 들어갔다가 돼지 노예 여러 마리에게 붙잡히고 만다. 마사를 뒤쫓아가던 닥터와 탈룰라는 마사가 따라가던 바로 그 돼지를 발견하는데, 알고 보니 돼지로 변한 라즐로였다. 그리고 두 사람은 달렉을 만난다. 닥터의 유기물질 분석 결과 달렉의 고향인 스카로 행성으로 드러났는데, 사실이었던 것이다. 세 사람이 달렉을 따라가는 사이, 라즐로는 실종사건이 벌어진 이유는 달렉이 사람들을 납치했기 때문이라며, 달렉들이 인간들을 돼지 노예로 바꿔버리거나, 알 수 없는 실험에 쓰고 있다는 사실을 밝힌다.

### 다른 작품과의 연관성
- 탈룰라는 조디 포스터 주연의 영화 《벅시 멀론》의 탈룰라라는 등장인물에서 따온 것이다.[3]
- 본 에피소드 제작 과정에서 가장 영감이 되었던 작품은 《닥터 모로의 섬》, 《프랑켄슈타인》,《오페라의 유령》 등이었다.[3]